# Karabin Mk 12 SPR
Mk 12 Special Purpose Rifle – amerykański samoczynno-samopowtarzalny karabinek, wersja karabinka szturmowego M16.

## Historia
Karabin Mk 12 powstał na zamówienie amerykańskich jednostek specjalnych, jako broń o większym zasięgu od karabinka M4, a jednocześnie krótsza od karabinów wyborowych kalibru 7,62 mm.
Początkowo planowano zamówienie wyłącznie górnych części komory zamkowej wyposażonych w szynę Picatinny w firmach Colt i Armalite i połączenie ich z dolnymi częściami komór zamkowych wycofanych z uzbrojenia karabinów M16A1. Po standaryzacji nowego karabinu przez US Navy pod nazwą Mark 12, rozpoczęto zakupy kompletnych karabinów w firmie Precision Riflex International (PRI).
Produkowane przez PRI karabinki były wyposażane w ciężką lufę przystosowaną do wystrzeliwania pocisków nowej amunicji 5,56 × 45 mm Mk 262. Nowa amunicja ma cięższe pociski i większą zdolność obalającą.
Karabinki Mk 12 były stosowane bojowo w czasie operacji w Afganistanie i Iraku.

## Wersje
- Mark 12 Mod 0 SPR/A – wersja z celownikiem 3,5-10 × 40 Leupold LR M3
- Mark 12 Mod 0 SPR/B – wersja z celownikiem 2,5-9 × 36 TS-30
- Mark 12 Mod 1 SPR – wersja z celownikiem 3-9 × 36 TS-30A2

## Opis
Mark 12 jest indywidualną bronią samoczynno-samopowtarzalną. Zasada działania oparta na wykorzystaniu energii gazów prochowych odprowadzanych przez boczny otwór lufy (gazy prochowe są doprowadzane bezpośrednio na suwadło, karabin nie posiada klasycznego tłoka gazowego). Ryglowanie przez obrót zamka w lewo. Po wystrzeleniu ostatniego naboju zamek zatrzymuje się w tylnym położeniu. Zamek zwalniany przyciskiem z lewej strony gniazda magazynka. Po prawej stronie broni ręczny dosyłacz zamka. Rękojeść przeładowania w kształcie litery T. Mechanizm spustowy umożliwia strzelanie ogniem pojedynczym i seriami. Przełącznik rodzaju ognia połączony z bezpiecznikiem, po obu stronach broni. Zasilanie z dwurzędowych magazynków o pojemności 20 naboi (możliwość użycia magazynków 30 nabojowych). Otwarte przyrządy celownicze składają się z muszki (na składanej podstawie) i celownika przeziernikowego. Celownikiem zasadniczym jest mocowany na szynie Picatinny celownik optyczny. Mark 12 jest wyposażony w regulowany dwójnóg.